# Musée des deux marines et du pont-canal de Briare
Le musée des deux marines et du pont-canal de Briare est un musée français situé dans la commune de Briare, le département du Loiret et la région Centre-Val de Loire.
Les deux Marines évoquées par le nom du musée sont celles d'une part des mariniers qui naviguaient sur la Loire et d'autre part de ceux qui voguaient sur le canal, les premiers issus d'une culture plus traditionnelle, et les seconds utilisant des ouvrages et outils issus de la révolution industrielle et l'accompagnant, ce que présente ce musée des métiers, des arts et traditions consacré à la navigation sur la Loire, les canaux de Briare et latéral à la Loire et le pont-canal de Briare.

## Géographie
Le musée est situé à Briare sur la route départementale 957.

## Histoire
Le musée a été créé en juin 1996.

## Organisation
Le musée présente l'histoire de la navigation ligérienne et de la batellerie depuis l'Antiquité ; la navigation sur les canaux ; les marchandises transportées ; la construction du pont-canal de Briare.
La faune ligérienne est observable grâce à un mur d’aquariums de 17 mètres de long.